# 概念隐喻
在認知語言學中，概念隐喻或认知隐喻是指用一个概念或概念域来理解另一个概念或概念域。例如，用方向来理解数量（如“和平的价格在‘上涨’”），或用金钱来理解时间（如“我今天在工作上‘花’了不少时间”）。
概念域可以是人类经验的任何心理组织。不同语言使用相同隐喻（通常基于知觉）具有规律性，由此引出一种假设，即概念域之间的映射对应于大脑中的神经映射。概念隐喻理论在20世纪90年代和21世纪初引起了广泛关注，不过一些研究人员质疑其经验准确性。